# Norcia
Norcia (Nursia) är en ort (stad) och kommun i provinsen Perugia i sydöstra Umbrien i Italien. Kommunen hade 4 815 invånare (2018).
Spår av att människor bott i Norcia dateras till neolitikum, yngre stenåldern. Från staden kommer bland andra Benedikt av Nursia, grundare av Benediktinorden, och hans syster Scholastica.